# دکاو اف۷
دکاو اف۷ (DKW F7) خودرویی است که در سال‌های ۱۹۳۷ تا ۱۹۳۸ میلادی تولید شده‌است.
طراحی آن خودروهای موتور جلو-محور جلو بوده طول آن در حالت طبیعی ۳٬۹۸۵ میلیمتر (۱۵۶٫۹ اینچ)، عرض آن در حالت طبیعی ۱٬۴۸۰ میلیمتر (۵۸ اینچ)، ارتفاع آن در حالت طبیعی ۱٬۵۰۰ میلیمتر (۵۹ اینچ) و وزن آن در حالت طبیعی ۷۵۰ کیلوگرم (۱٬۶۵۰ پوند) است. سیستم جعبه‌دندهٔ آن به صورت دستی است.